# Hombre de la marcha (Tus piernas)
Hombre de la marcha es una de canción perteneciente a la banda de Rock mexicana Cuca esta presenta una fuerte carga de Heavy Metal. Pertenece al disco Tu cuca madre ataca de nuevo, al igual que El moralizador, esta también se grabó en Duda Mata.
La canción se grabó entre 1992 y 1993, esta canción es actualmente una de las más conocidas del grupo junto con otros temas, además sus letras tienden a ser oscuras y pesadas.